# 2038 Bistro
Bistro (asteróide 2038) é um asteróide da cintura principal com um diâmetro de 12,58 quilómetros, a 2,217 UA. Possui uma excentricidade de 0,0895659 e um período orbital de 1 387,92 dias (3,8 anos).
Bistro tem uma velocidade orbital média de 19,08684565 km/s e uma inclinação de 14,79384º.
Esse asteróide foi descoberto em 24 de Novembro de 1973 por Paul Wild.